# Hipótese de Gaia

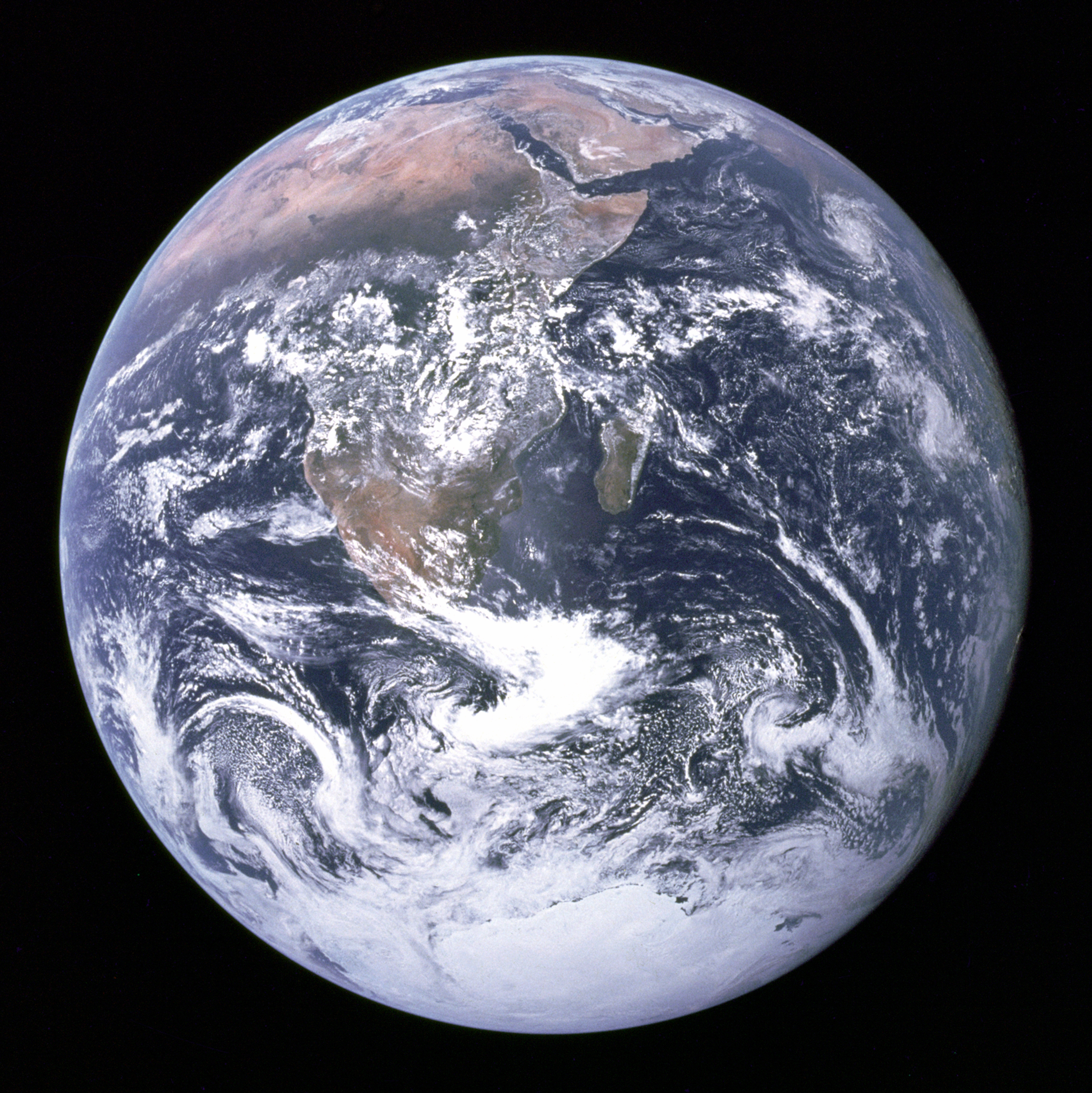
A Terra, o único planeta conhecido a sustentar vida.

A hipótese de Gaia, também denominada hipótese biogeoquímica, é uma hipótese da ecologia profunda que propõe que a biosfera e os componentes físicos da Terra (atmosfera, criosfera, hidrosfera e litosfera) são intimamente integrados de modo a formar um complexo sistema interagente que mantém as condições climáticas e biogeoquímicas preferivelmente em homeostase.
Originalmente proposta pelo investigador britânico James E. Lovelock em 1972 como "Hipótese de resposta da Terra", ela foi renomeada conforme sugestão de seu colega, William Golding, como Hipótese de Gaia, em referência à mitológica titã que personificava a Terra: Gaia. A hipótese é frequentemente descrita como a Terra sendo um único organismo vivo, mas é uma definição inexata. Lovelock e outros pesquisadores que apoiam a ideia atualmente consideram-na como uma teoria científica, não apenas uma hipótese, uma vez que ela passou por testes de previsão.

## História
A ideia geral de que a vida e seu substrato inorgânico são interdependentes não era nova. À parte as concepções teológicas e filosóficas existentes desde a Antiguidade sobre a natureza divina da Criação e de uma consciência e uma vida superiores imanentes tanto no seres vivos como nos objetos inanimados, cientistas alemães e britânicos vinham trabalhando objetivamente nesta área desde o século XVIII. A partir do fim do século XIX, alguns russos levaram adiante essas ideias, mas, devido a barreiras linguísticas e culturais, e ao posterior fechamento do bloco comunista, elas tiveram repercussão praticamente nula na comunidade científica internacional.

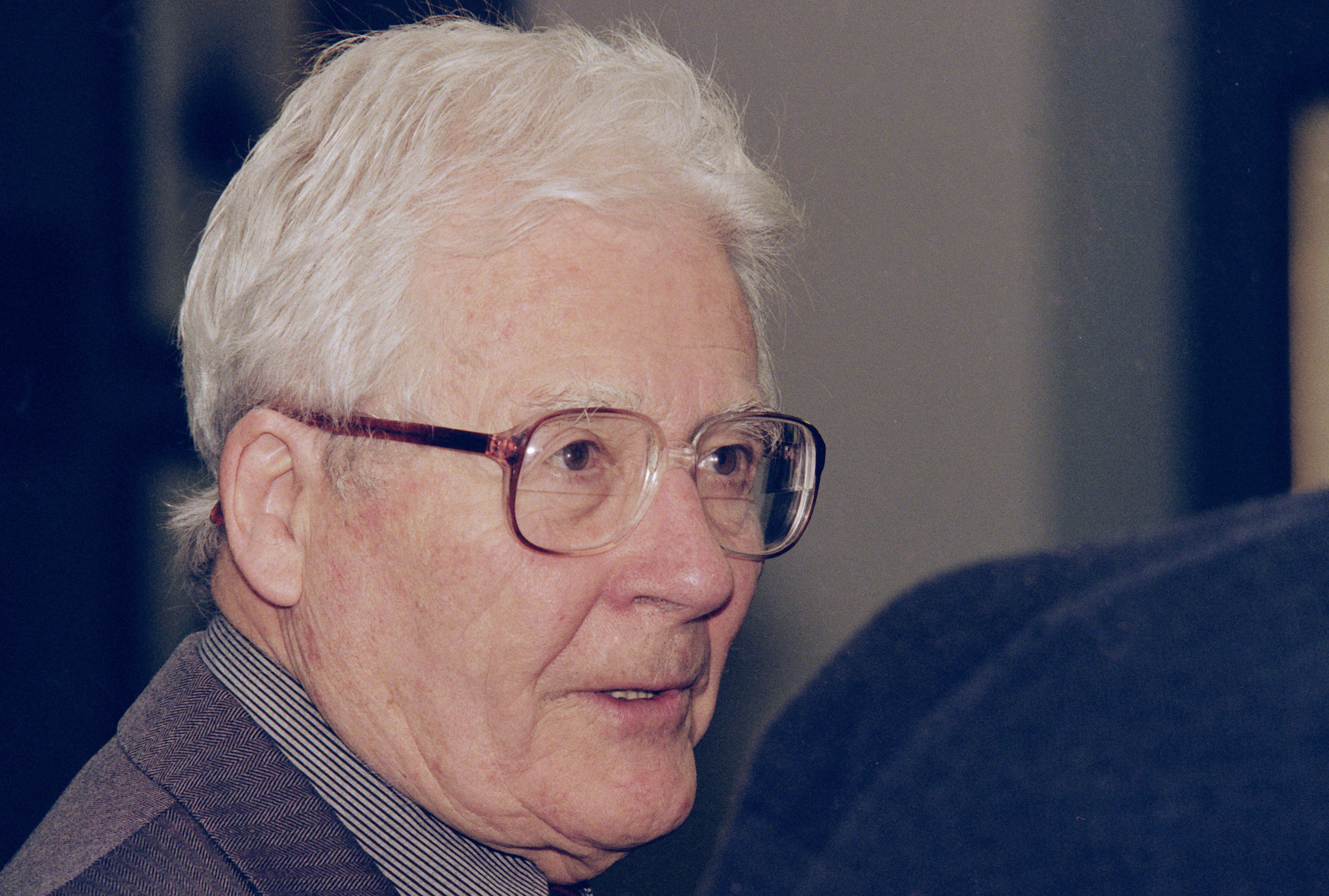
James Lovelock.

A hipótese como é hoje conhecida foi desenvolvida nos anos 1960 pelo cientista britânico James Lovelock, após ele participar de uma equipe da NASA que analisou a possibilidade de existir vida em Marte. Ele publicou seus primeiros textos em 1972, e logo passou a contar com a colaboração decisiva da microbióloga norte-americana Lynn Margulis, que se manteve por décadas. Seu ponto de partida foi o estudo da composição da atmosfera terrestre, que, segundo eles, seria muito diferente da esperada para um planeta situado na posição entre Vênus e Marte (a chamada zona habitável do Sistema Solar), por conter, em sua composição, grandes quantidades de certos gases como o oxigênio, óxido nitroso e metano. Segundo sua proposição, essa composição só poderia ser explicada pela interferência dos organismos vivos sobre o ambiente inorgânico. A partir disso, analisando outras evidências, foi postulado que, após surgir em um planeta deserto, a vida assume o controle do ambiente inorgânico e passa a modificá-lo em seu próprio benefício, a fim de que a vida possa se perpetuar, formando, nesse processo, um sistema complexo e autorregulante, que chamou de Gaia. Na sua visão, os componentes inorgânicos como a atmosfera são considerados parte da biosfera, porque são integrados intimamente ao processo evolutivo da vida. Ao mesmo tempo, eles questionavam a própria definição do que é vida e do que é um organismo vivo.
Apesar de reconhecer que ainda havia um longo caminho a ser percorrido antes de que a existência de um sistema terrestre autorregulante como o descrito fosse provada, esses questionamentos criaram uma zona difusa na definição clássica da vida, e levaram muitos a acreditar que estava sendo postulada a ideia de que a Terra seria ela própria um ser vivo dotado de alguma forma de inteligência e propósito, o que não corresponde à hipótese como ela foi articulada originalmente. O batismo da hipótese com o nome de uma deusa grega — uma sugestão de seu amigo, o escritor William Golding — junto com outras opiniões heterodoxas de Lovelock, só fizeram aumentar a confusão e a rejeição de toda a hipótese pelos cientistas alinhados ao darwinismo, embora ela fosse abraçada com entusiasmo pelos ambientalistas da época.
É importante distinguir entre essa impressão e a proposição original, a de que a vida assume o controle da Terra e a modifica, passando a formar um sistema ampliado e dinâmico que se comporta "como se fosse" um todo vivo. Segundo Lovelock, essa "entidade viva" é apenas uma metáfora para os processos biológicos atuantes no planeta, onde as criaturas concorrem para controlar uma variedade de componentes do sistema inorgânico, como a temperatura do globo, a composição do solo e da atmosfera, da salinidade dos mares, e outros, que podem ser comparados aos processos internos de um ser vivo, como a regulação da temperatura corporal, da composição do sangue e outros. Mais tarde ele esclareceu esses enganos interpretativos em palestra na Universidade das Nações Unidas:
"Nossa primeira definição do conceito foi: 'A vida regula o clima e a composição da atmosfera mantendo-os em um estado ótimo para si mesma". Mais tarde percebi que a definição era errônea. O que devíamos ter dito é: 'O sistema como um todo — a vida e seu ambiente material — regula a si mesmo em um estado confortável para os organismos". Isso pode lhes parecer uma boa definição, mas nos tornou vulneráveis à crítica de que havíamos proposto uma Gaia consciente e capaz de controlar a Terra conscientemente. Nada está mais longe de nossa ideia do que isso. Desde o início, entendemos Gaia como uma interpretação dos sistemas da Terra, como a ciência dura de um químico que se interessa por teorias de controle. Jamais imaginamos qualquer tipo de corrente New Age de pseudociência.
Em 1979, ele publicou um livro que se tornou popular no movimento ambientalista, Gaia: Um Novo Olhar sobre a Vida na Terra, atraindo também a atenção de vários cientistas, que passaram a dar mais atenção ao que ele propunha. Rene Dubos elogiou a teoria em artigo aprovado pela prestigiosa revista Nature, o físico Philip Morrison, escrevendo para a revista Scientific American, a considerou uma excitante e inovadora forma de interpretação do sistemas da Terra, e Stephen Schneider, diretor de Estudos Avançados do National Center for Atmospheric Research, disse que "a Hipótese de Gaia é um brilhante princípio organizador que reúne pessoas que normalmente não falavam entre si, como os biólogos, os geoquímicos e os cientistas da atmosfera, e os leva a fazer perguntas do tipo 'como chegamos até aqui?' e 'como funciona o mecanismo?' Em seu nível mais essencial, a teoria de Lovelock força os geólogos e biólogos a enfrentarem a pergunta: 'Quão importante é a vida para a evolução e funcionamento da Terra?" Em breve a hipótese estava sendo largamente debatida na comunidade científica. Uma conferência organizada em 1985 pela National Audubon Society gerou mais de 1 300 páginas de artigos e comentários, mas a polêmica continuava grande, porque o conhecimento da época sobre os fenômenos naturais era muito menor do que o de hoje, havendo muito mais incertezas em vários níveis, mas também porque seus conceitos foram apropriados de maneira indiscriminada e equivocada por movimentos populares e pseudo-científicos, dando-lhes mesmo contornos místicos. Porém, é fato que suas concepções tinham implicações transcendentais. Stephan Harding, seu colaborador, assim as descreveu:
"Uma abordagem [da vida] na perspectiva de Gaia abre novas portas para a percepção e amplia nossa visão da interdependência de todas as coisas do mundo natural. Há, nesse relacionamento, uma qualidade sinfônica, uma qualidade que transmite uma magnificência indizível. Quando você se coloca em um penhasco à beira do mar, durante o inverno, observando as massas de nuvens cinzentas rolando, uma visão Gaia ajuda a entender a nuvem em seu contexto global. Ela se forma devido a imensas forças climáticas e se manifesta em um pequeno ponto do todo — o ponto em que você está. A água da nuvem circulou ao longo do ciclo da água, desde a chuva até o rio, do rio para o mar, do mar para os cocolitóforos, e de lá de volta para a nuvem. À medida que você experimenta esta realidade dinâmica e sempre mutante, você pode subitamente se encontrar em um estado de meditação, um estado em que você perde o senso de ser uma entidade separada, e é totalmente envolvido pelo processo vital que contempla. O contemplado e o contemplador se tornam um só. Desta unidade surge uma apreciação profunda da realidade da interdependência, e disso nasce a urgência de se envolver no combate a todo tipo de abuso da natureza. Disso nasce o sentimento de que o que acontece na evolução tem um grande valor e um significado impossível de articular ou descobrir através do reducionismo da metodologia científica. Esta sensibilidade altamente desenvolvida, essa experiência de conectividade radical, é a marca dos apoiadores da ecologia profunda, e é a base para a elaboração de qualquer filosofia ecológica".

## Legado

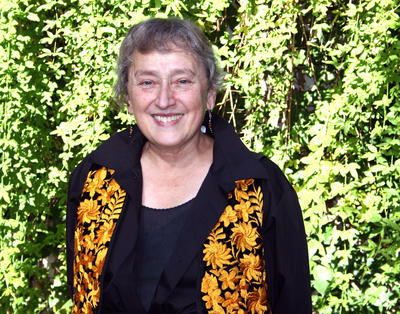
Lynn Margulis.

Ainda existe bastante controvérsia na questão semântica de se atribuir a denominação de "ser vivo" a um conjunto interdependente de populações biológicas em seu planeta físico, e algumas de suas proposições ainda não foram provadas, mas outras foram ratificadas com sólidas evidências. O ponto mais debatido é até que nível a vida é capaz de modificar seu ambiente em seu favor e mantê-lo em homeostase, mesmo a despeito de ameaças catastróficas e das diferentes necessidades que os seres têm para viver, que muitas vezes são mutuamente excludentes. Há casos em que os organismos podem modificar o ambiente de maneira tal que o resultado final do processo é nocivo para eles mesmos ou para outros seres, o que para alguns críticos inviabiliza uma aplicação geral da teoria. Também questiona-se se os feedbacks entre organismos e ambiente seguem as leis do darwinismo, como foi sugerido por Lovelock, e contesta-se que a evolução das espécies tenha ocorrido de forma mais cooperativa do que competitiva.
As dificuldades aumentam na medida em que Lovelock fez declarações que parecem se contradizer em aspectos essenciais, como pensam Nunes Neto & El-Hani: "A análise [...] de passagens importantes de sua obra permite que concluamos que Lovelock explica o funcionamento de Gaia proposto por sua teoria de maneira teleológica, apelando repetidamente para as idéias de propósito, homeostase, otimização ou função. A despeito disso, ele rejeita a ideia de teleologia de maneira peremptória, como ilustra a seguinte afirmação a respeito dele e de Margulis: 'Em nenhuma parte de nossos escritos, nós expressamos a ideia de que a autorregulação planetária tem um propósito, ou envolve previsão ou planejamento pela biota'." Apesar dessas aparentes incongruências, apoiados na opinião de outros, Nunes Neto & El-Hani reconhecem que as explicações teleológicas e funcionais de alguma forma podem ser necessárias para uma compreensão mais ampla e precisa dos sistemas terrestres. De qualquer maneira, a existência de uma influência mútua entre ambiente e seres vivos, e a capacidade dos seres vivos de modificar o ambiente pelo menos em alguma medida, afim de que sua sobrevivência seja assegurada, são hoje largamente aceitas. É incontroversa a ação da biosfera na manutenção dos ciclos biogeoquímicos de elementos essenciais como o carbono, nitrogênio, fósforo, enxofre, oxigênio, cálcio, magnésio e outros, sem os quais a preservação da vida na Terra seria impossível.

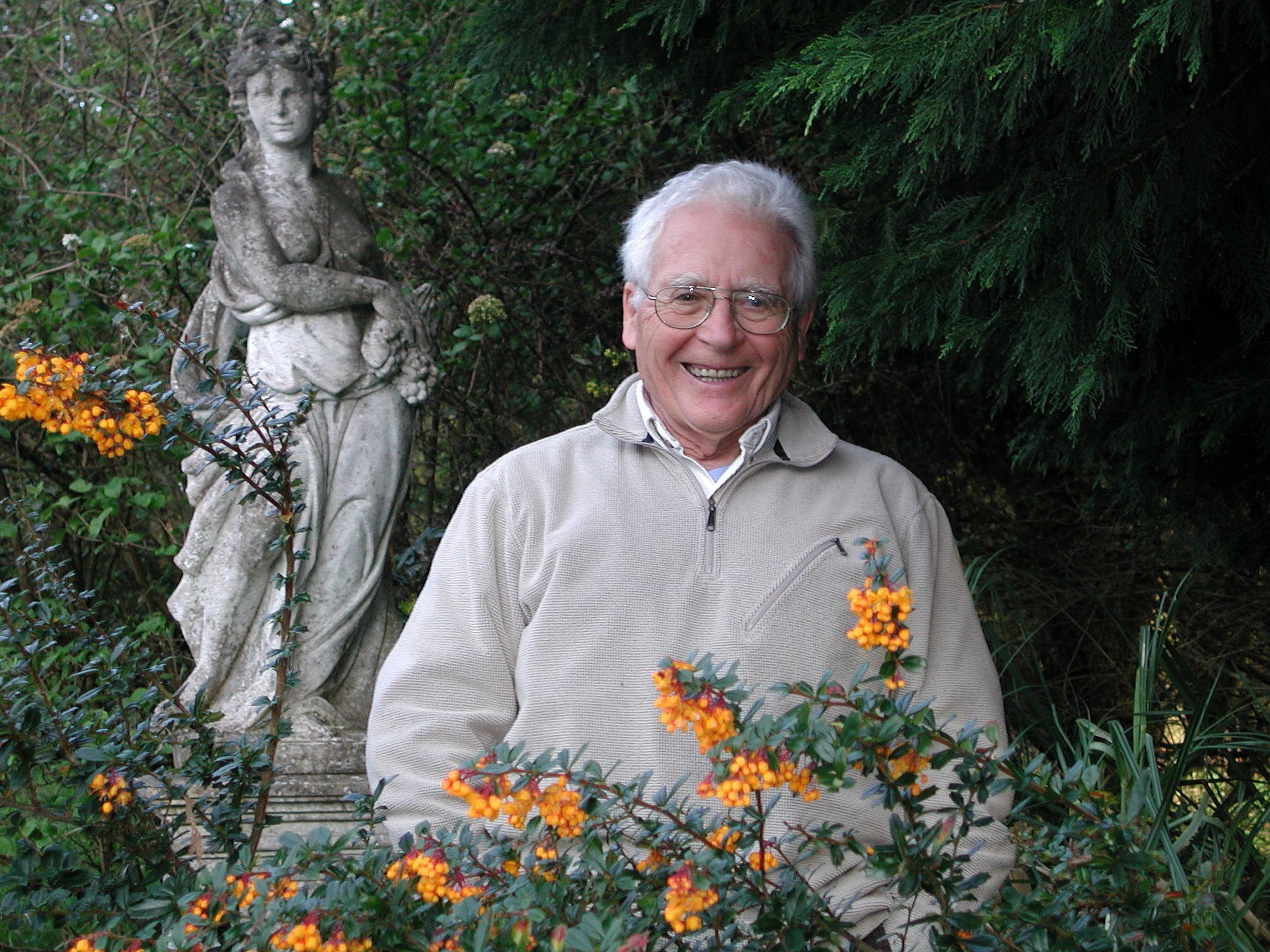
James Lovelock em 2005

Mais do que isso, a hipótese abriu todo um novo campo de estudos nas Ciências da Terra, e contribuiu para abalar a concepção mecanicista da vida e do universo, favorecendo uma visão holística em que fica evidente a estreita dependência de todos os seres vivos entre si e com o mundo em que vivem. Também foi importante para a formação de uma mentalidade mais ética em relação à natureza, em uma época em que a destruição do ambiente é vasta e disseminada, e se torna perigosa para a sobrevivência da própria humanidade. Em 2006 Lovelock foi distinguido com a Medalha Wollaston da Sociedade Geológica de Londres pelos avanços introduzidos no campo científico principalmente com esta teoria. O juri de premiação assim justificou:
"Mesmo na ilustre história da mais antiga medalha da Sociedade, concedida pela primeira vez a William Smith em 1831, é raro que se possa dizer que o recipiente abriu todo um novo campo no estudo nas Ciências da Terra. Mas este é o caso do vencedor deste ano, James Lovelock. Em sua longa e distinta carreira na ciência, o que não faltam são premiações. [...] Mas Lovelock ganhou uma proeminência realmente alta com um conceito que capturou a imaginação tanto dos cientistas da Terra e dos biólogos como do público leigo — o conceito pelo qual os geólogos o homenageiam hoje — a Hipótese e Teoria de Gaia. Esta visão do planeta e da vida que ele sustenta como um sistema unificado e complexo, de certas maneiras análogo a um organismo autorregulado homeostaticamente, deu nascimento ao domínio científico que hoje conhecemos como Ciência do Sistema Terrestre [...]
"É difícil enfatizar demais a natureza unificante desta visão holística do mundo, que derrubou barreiras disciplinares artificiais que existiam desde o fim do século XVIII e o início do século XIX, quando Sociedades como a nossa foram fundadas, e a maravilhosa riqueza de compreensão que emanou da multidisciplinaridade que surgiu a partir dela. Isso vale especialmente para o entendimento dos feedbacks entre a vida e seu ambiente, especialmente a hipótese CLAW,Ver nota:  e em toda a ideia de que a vida, interagindo com seu ambiente material, regula a temperatura planetária e sua composição química ao longo de extensos períodos geológicos através de processos de decomposição de silicatos".
A hipótese continua popular em meios extracientíficos, tendo sido expandida e transformada de múltiplas maneiras. Tem sido um motivo originador de obras de arte, literatura, filmes, quadrinhos, e exerce um efeito importante na ficção científica; foi incorporada a cultos religiosos e correntes místicas, filosóficas e ambientalistas, e está presente de maneira ampla na cultura de massa.

## Na cultura popular
A Hipótese de Gaia é o título do livro contos de Jorge Reis-Sá, vencedor do Grande Prémio do Conto Branquinho da Fonseca da Associação Portuguesa de Escritores.